# خالد بن الزبير
خالد بن الزُّبير بن العوّام بن خُوَيْلِد بن أسَد بن عبد العُزّى بن قُصَيّ، هو ابن الصحابي الزبير بن العوام، وأمّه أمّ خالد واسمها أمَة بنت خالد بن سعيد بن العاص بن أميّة، تزوج كلا من:
- أمّ ولد وأنجب منها محمدًا الأكبر، ورَمْلةَ، ونبيهَ بن خالد، وهُمينةَ، وأمّهما أمّ ولد، وخالدَ بن خالد، وهندَ، وأمَّ عَمرو بنت خالد
- حفصة بنت عبد الرحمن بن أزهر بن عوف وأنجب منها محمدًا الأصغر، وموسى، وإبراهيمَ، وزينبَ
- أمّ محمد بنت عبد الله بن عمرو بن الحُصين ذي الغُصّة الحارثي وأنجب منها سليمانَ بن خالد، وأمَّ سليمان